# 国民野球連盟
国民野球連盟（こくみんやきゅうれんめい）は、1947年に設立され、日本野球連盟（のちの日本プロフェッショナル野球組織）とは一線を画した（今日の独立リーグに相当する）もう一つのプロ野球組織。通称国民リーグ（National Baseball League）。

## 歴史
戦後、日本プロ野球ではアメリカメジャーリーグが2リーグ（アメリカンリーグ、ナショナルリーグ）で行われているのを参考に、日本野球連盟主導での将来の2リーグ化が検討されていた。しかし当面は1リーグ8チームを維持したいということから新規参入チームの受け入れを認めなかったが、それでもプロ野球に参加したい希望者が殺到した。
1946年、宇高産業社長・宇高勲は、親交のあった小野三千麿から、「友人の渡辺大陸が台湾から復員し、どこかで野球をやりたがっているので、彼を使って何かやってみないか」という話を受け、新チーム結成を思い立つ。シーズン終了後、宇高は札束攻勢で選手集めに乗り出し、巨人の藤本英雄、グレートリングの安井亀和らと契約。渡辺大陸を監督として加入申請をするが、前述のように当時は8チームあり、これに1チーム加わると半端が出てしまい、スケジュールの点で非常に面倒があると連盟は加入を拒否。しかし、鈴木龍二は、アメリカなみに二リーグがかねてからの念願でもあったため、球場使用の便宜を図る事を交換条件に別組織（兄弟リーグ）の設立を提案。鈴木の勧めに乗る形（この時藤本・安井の契約解除も求めている）となった宇高は、自分のチームでなく、他のチームまで作らなくてはいけなくなってしまった。まず広島のグリーンバーグ（のち結城ブレーブス）が加入。この後、宇高は大阪に出向き鐘紡に加入を要請したが、財閥解体中で全鐘紡を一つのユニットとしたチームは結成できないと断られた。しかし、唐崎産業というソーダを作っている会社ならやるかもしれない、と紹介を受け、ここに笠松実がいた関係で話が早く唐崎クラウン（ズ）が誕生。この後、横沢三郎の紹介だった大塚幸之助が乗り出してくれ大塚アスレチックスが参加し、宇高の宇高レッドソックスと合わせ、日本野球連盟とは別の組織として4チームからなる国民野球連盟が設立された。事務局長には横沢三郎が就任。
1947年3月29日、後楽園球場で公式戦開幕。この時の参加チームは宇高レッドソックス→熊谷レッドソックス、グリーンバーグ→結城ブレーブス。遅れて唐崎クラウン（ズ）、大塚アスレチックスが参加。
国民野球連盟は日本野球連盟との連携による2リーグ制を図ろうとしたものの、日本野球連盟側はこの新規参入組について一切関与しないことを明言した。また、日本野球連盟の球団がフランチャイズの球場からは事実上閉め出された。
審判も津田四郎、大貫賢、沢東洋男の3人だけ。一度、津田が負傷したときは、横沢三郎が代行した。審判の総員が3名のみのため試合はいつも2試合ずつ行われ、このため遠征は4チームが合同だった。
試合も後楽園球場や甲子園球場は、月曜や金曜日など、日本野球連盟の移動日で空いているときしか使えず、フランチャイズ球場を持たぬ地方巡業での興行が主体だった。夏季リーグの開幕はお披露目試合の銚子で、千葉、横浜、大宮、別府、鹿児島、函館と三等車に揺られ旅を続けた。こうした理由から固定したファン層の獲得ができず、運営面でも大口のスポンサーを確保できなかったため、大塚アスレチックスの大塚幸之助以外の経営者は興行を続ける力を失っていた。また、主導者であった宇高勲は賭け屋（野球賭博）による八百長の蔓延に断固とした態度を取ったが、手打ちと称した宴席で水銀を盛られて暗殺されかけ、熱意が冷めかけていた。さらに、国税局による不条理なまでの高額の追徴課税を受け（プロ野球を道楽と見た国税局側の、懲罰的な課税だったという）、それが元で抜けざるを得ず、それに加えて地方興行での興行主の不払いが相次いで収入面でもリーグは早くも行き詰まりを見せた。
さらに、日本野球連盟の鈴木龍二は、結城ブレーブスの濃人渉選手を巨人に移籍させようと動くなど国民野球連盟を潰そうとする動きを見せた。鈴木は「目ざわりだった」「つぶさなければいけないと思った」などと話している。宇高に代わってリーグ会長となった大塚幸之助は、未加盟プロの大映球団に誘いをかけ、逆に太陽ロビンスの真田重蔵、東急フライヤーズの大下弘を引き抜こうとする。一度は両者との契約にこぎ着けた上に川上哲治にも手を伸ばしたが、鈴木龍二の意向を受けた川上から大下・真田の契約解除を要求されたことによって断念。さらには鈴木龍二の懐柔もあり、開幕からわずか1年後の1948年2月23日、リーグは解散した。
1948年1月に大塚アスレチックスは大映球団と合同で興行を行ったが、その後大塚幸之助は金星スターズのオーナー橋本三郎の勧めにより金星スターズを買収し、大塚アスレチックスは金星スターズに吸収される形となった。しかし、実際に金星スターズに入れた選手は大塚アスレチックスから5人、結城ブレーブスから3人だけであった。この国民リーグの解散、数名の金星スターズ移籍は、大塚と石本秀一、三宅大輔、横沢三郎、真野春美と藤本英雄の6人が会談して決めたという。結局、1949年に大塚幸之助も母体の経営難で球団を大映の永田雅一に身売りし、大映スターズが誕生した（大塚はそのまま大映野球の経営陣に加わり、大毎・東京・ロッテオリオンズ、東京球場などに携わることになる）。
宇高は「1949年末には新球団が続々と名乗りを上げ、セ・パ両リーグ時代となったことは多少なりとも私たちのまいた種が実を結んだのだと思う」と述べている。
国民野球連盟の解散以後、日本のプロ野球は、日本野球連盟およびその後継である日本プロフェッショナル野球組織のみによって興行されていたが、2005年、四国アイランドリーグがスタートし、メジャーなプロリーグと一線を画す野球プロリーグが58年ぶりに誕生した。

## リーグ記録

### 1947年夏季リーグ
30試合制。
1. 結城ブレーブス 20勝10敗 勝率.667
2. 大塚アスレチックス 17勝13敗 勝率.567
3. 宇高レッドソックス 16勝14敗 勝率.533
4. 唐崎クラウン 7勝23敗 勝率.233

- 最多勝投手 林直明（結城） 12勝
- 首位打者 茅野秀三（宇高） .403
- 最多本塁打 倉本信護（結城） 5本

### 1947年秋季リーグ
21試合制。
1. 大塚アスレチックス 15勝6敗 勝率.714
2. 結城ブレーブス 12勝7敗2分 勝率.632
3. 熊谷レッドソックス 9勝10敗2分 勝率.474
4. 唐崎クラウン 4勝17敗 勝率.190

- 最多勝投手 木場巌（大塚） 10勝
- 首位打者 宮崎剛（熊谷） .336
- 最優秀選手 山田潔（大塚）

### 興行日程

#### 1947年夏季リーグ
- 7月03日 後楽園球場
- 7月06日 宇都宮市
- 7月07日 宇都宮市
- 7月08日 後楽園球場
- 7月09日 後楽園球場
- 7月10日 後楽園球場
- 7月12日 宇都宮市・群馬県立敷島公園野球場
- 7月13日 宇都宮市・群馬県立敷島公園野球場
- 7月15日 ルー・ゲーリック・メモリアル・スタジアム
- 7月16日 後楽園球場
- 8月03日 広島市
- 8月05日 下関球場
- 8月07日 香椎球場
- 8月08日 日本製鐵大谷球場
- 8月10日 日本製鐵大谷球場
- 8月11日 春日原球場
- 8月12日 熊本市水前寺野球場
- 8月13日 熊本市水前寺野球場
- 8月15日 別府球場
- 8月23日 青森野球場
- 8月24日 青森野球場
- 8月25日 弘前市
- 8月26日 弘前市
- 8月27日 旧制八戸中学グランド
- 8月28日 旧制八戸中学グランド
- 8月29日 旧制大館中学グランド（1回裏雨天コールド・ノーゲーム）
- 9月02日 後楽園球場
- 9月03日 後楽園球場
- 9月06日 新潟市
- 9月07日 直江津市
- 9月09日 後楽園球場
- 9月29日 豊川市

#### 1947年秋季リーグ
- 10月02日 評定河原球場
- 10月05日 鳴海球場
- 10月07日 後楽園球場
- 10月08日 後楽園球場
- 10月12日 姫路球場（旧姫路球場。山陽クラウンズが本拠地にした球場で現在の姫路市立姫路球場とは別）
- 10月14日 阪急西宮球場
- 10月15日 阪急西宮球場
- 10月19日 埼玉県営大宮公園野球場
- 11月02日 阪急西宮球場
- 11月03日 阪急西宮球場
- 11月16日 川崎球場（現存する川崎球場とは別の野球場）
- 11月21日 阪急西宮球場
- 11月22日 阪急西宮球場
- 11月23日 阪急西宮球場
- 11月27日 後楽園球場
- 11月28日 後楽園球場
- 11月29日 後楽園球場
- 11月30日 後楽園球場
- 12月01日 後楽園球場
- 12月03日 後楽園球場
- 12月04日 後楽園球場